# 塩名田宿

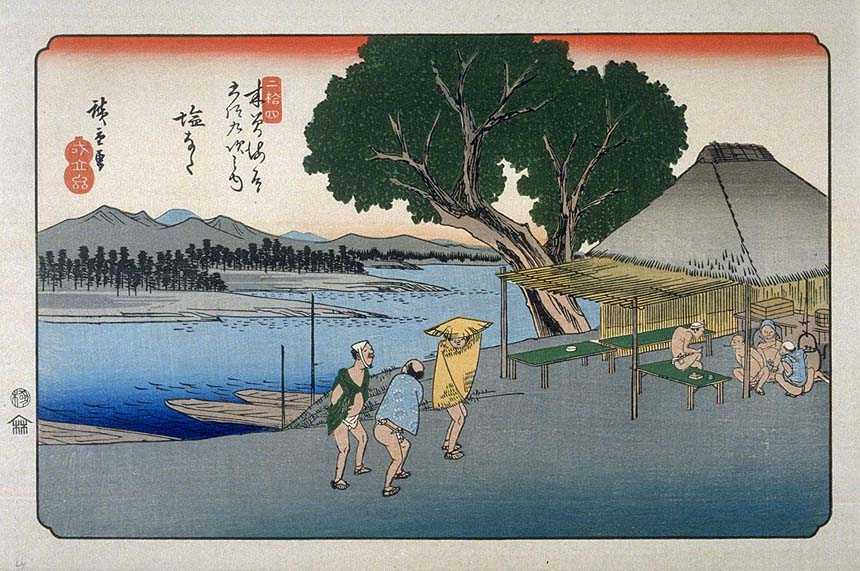
木曽海道六十九次 塩名田（歌川広重画）

塩名田宿（しおなだしゅく）は、中山道六十九次のうち江戸から数えて二十三番目の宿場。
現在の長野県佐久市塩名田。暴れ川であった千曲川の東岸にあり、旅籠が10軒以下の小さな宿場にも拘らず、本陣と脇本陣が合わせて3軒あった。橋も掛けられたが洪水の度に流失し、船や徒歩で渡るのが専らであった。

## 特徴
天保14年（1843年）の『中山道宿村大概帳』によれば、塩名田宿の宿内家数は116軒、うち本陣2軒、脇本陣1軒、旅籠7軒で宿内人口は574人であった。

## 最寄り駅
- JR北陸新幹線・小海線 佐久平駅から車で15分

## 隣の宿
中山道
岩村田宿 - 塩名田宿 - 八幡宿